# ラッキーパズル

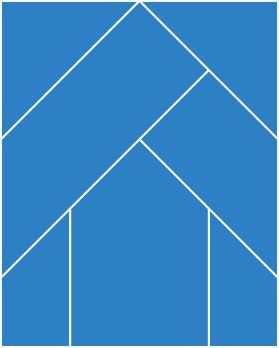
長方形にまとめたラッキーパズルのピース

ラッキーパズルは7つの片を組み合わせて絵柄を作るシルエットパズルの一種である。
「ラッキーパズル」は日本におけるハナヤマの商品名であるが、本稿では同一のピースを使用する日本以外のパズルについても述べる。

## 片構成
ラッキーパズルは以下の7片からなる。数字は面積である。
- 三角形×2
  - 直角二等辺三角形×2（4単位）
- 四角形×4
  - 台形（小）×2（3単位）
  - 台形（中）（6単位） - 台形（小）の相似形
  - 台形（大）（10単位）
- 五角形×1
  - 五角形（10単位）

## 歴史
確認できるもっとも古いこのパズルは、1892年にドイツのリヒター社から発売された。最初の名前は"Kreuzzerbrecher"（十字架の破壊者）だったが、同年のうちに"Kreuzspiel"（十字架遊び）に改称されている。最初の箱に描かれていたイラストは「小人が十字を鎚で壊そうとする」絵だったが、1898年に「小人が十字を組み立てている」ものに変更されている。1898年版は133問の通常問題と16問の他のパズルと組み合わせる問題が収録された問題集が付属している。1924年までに20万部以上の問題集を売り上げており、このパズルはリヒター社のシルエットパズルの中で3番目に多い売り上げを記録している。
デンマークでは1918年、イギリスでは1930年に発売されている。
日本では1935年にハナヤマより「ラッキーパズル」の名称で発売された。発売当初は木製だったが、1980年代ごろまでにはプラスチック製になっている。80年代には90問収録の問題集が付属していたが、問題集自体が12種類あったため総問題数は1000問を超えていた。2024年の時点では、プラスチック製で50問の問題カードが付属する商品と木製で120問の問題集が付属する商品がある。
ブラジルでも1940年頃に発売されている。

## 造形
タングラムや清少納言知恵の板と違い正方形を作ることはできないが、長方形を作ることはできる。多くの場合この形で販売されている。
ドイツ語版のタイトルに "Kreuz" の単語が入っている通り、この7片で十字の形（ギリシャ十字の一種、またはXペントミノ）を作ることができる。
他の造形は、初期のドイツの問題集とデンマークの問題集にそれぞれ100を超える問題が掲載されている。日本では1000以上の問題が作られている。